# 犬去りて、豚来たる
犬去りて、豚来たる（いぬさりて ぶたきたる、中国語: 狗去豬來）とは、第二次世界大戦後初期の台湾社会における流行語、あるいは一種の差別用語である。

## 概要
ここでいう「犬」とは50年近く台湾を統治していた日本人のことを形容したものであり、「豚」とは戦後に台湾に渡ってきた外省人を指したものである。
日本の台湾総督府に代わって台湾統治を始めた国民政府（蔣介石政権）に対する台湾人（本省人）の失望を、「犬は獰猛で騒がしいとはいえ、番犬として重宝されるのに対し、豚は食べるだけで何もしない」ことに例えて言い表したものであり、これらの深刻な不満は1947年の「二・二八事件」で顕在化することとなる。

## 起源

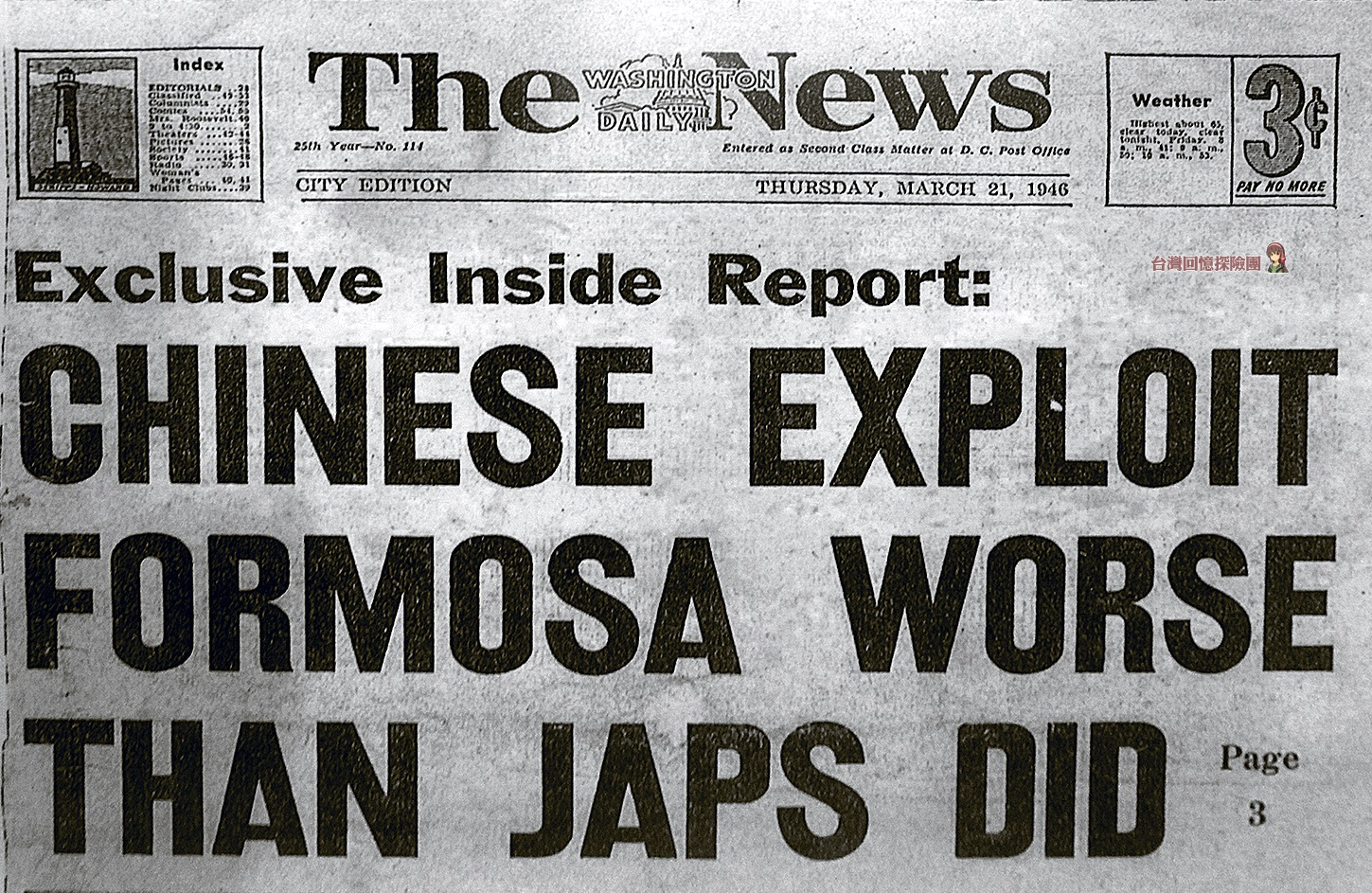
「中国人は日本人よりもさらにひどく台湾人を搾取する」と報じる、1946年3月21日付ワシントン・デイリー紙

国民政府が日本に代わり台湾を支配した1945年、在台米軍の戦略情報班は同年10月に情報報告書を発表し、国民革命軍の兵士による無秩序と略奪の事例を数多く挙げている。例えば、基隆では第75師第222連隊の兵士30人が数軒の家に押し入り、衣類や宝石類を盗んだ。そして、現場に駆けつけた日本の警察官8人と複数の憲兵からさえも、時計や財布などを盗んだという。翌年4月に米軍情報将校が街頭抗議の情報を収集した際にも、40歳の自動車運転手が「この中国の傭兵役人を追い返せ」と言っていることを報告している。彼は日本政府を「吠えたり噛んだりしながらも、平和と秩序を保つ犬」と表現し、国民政府は寝食だけで誰の役にも立たない豚のようなものだとしていた。
連合国救済復興機関の駐台職員であるアラン・J・シャクルトンは、台湾での勤務を通して、国民党政権下の台湾人の窮状を直に目の当たりにした。シャクルトンは1947年12月に故郷のニュージーランドのギスボーンに戻った後、1948年に『Formosa Calling（台湾人の叫び）』を出版し、その中で「状況があまりにもひどくなったので、台湾人は「犬がいなくなって、豚が来た」と言い始めた。（So bad did the situation become that the Formosans began to say, "The dogs go and the pigs come".）」と述べている。
1947年2月5日付月刊誌『台湾文化』第2巻2号の32ページの「新理論の議論」というタイトルの記事には、「日本人は本省人に対して猛烈な弾圧をしていたため、本省人は日本人を『犬』と呼んでいる...。本省人は最初は外省人を尊敬していたが、後になって一部の外省人の行動を見抜いて、豚のようだと思うようになってしまった。"豚は『すべて食べ尽くして仕事をしない』『不潔で不浄な』動物であり、『不潔で不浄』とはすなわち汚職を意味するのだ....」と書かれていた。
1947年4月1日付上海『新聞天地』第22号では、「我々は台湾に謝罪している-二二八内紛の分析」と題して、「台湾人は外省人（と日本人）を同じ『四足動物』と見ているが、唯一の違いは、一方が『犬』で他方が『豚』であることである。 この格言は広く普及し、おおっぴらに使われている」と記述している。

## 逸話
2015年9月15日に李登輝元総統は著書『新・台湾の主張』発売の際に、この語を「狗會曉顧厝，豬來會曉食、袂曉做代誌（犬は家の見張り方を知っているが、豚は食べるだけで働かない）」と台湾語で特別に解釈している。同席した交流協会代表の沼田幹男は、「皆さんこんにちは、いわゆる『犬さりて、豚来たる』の『犬』の代表です（大家好、所謂『狗去豬來』、我是狗的代表）」とユーモラスで自虐的な発言をしている。